# アリー・ムハンマド・ムジャッワル
アリー・ムハンマド・ムジャッワル（アラビア語: علي محمد مجور、英: Ali Mohammed Mujawar、1953年 - ）は、イエメンの政治家、学者。元首相。

## 来歴
1981年にアルジェ大学を卒業し、1991年にフランスのグルノーブル大学で生産管理学博士号を取得、アデン大学で石油資源学部長、経営学部長、経済学部経営管理学科長などを歴任した。
電力相を経て、2007年3月31日から首相。
アメリカ同時多発テロ（9.11）、2009年11月5日のフォートフッド基地発砲事件、デルタ航空機爆破テロ未遂事件らの実行犯を手配したアルカーイダの上級勧誘員、アンワル・アウラキとは親戚関係にあたる。
2011年に発生したアラブの春の中、イエメンでも2011年イエメン騒乱が発生し、6月3日に大統領宮殿の敷地内にあるモスクが反政府勢力により砲撃されたことによりサーレハと共にムジャッワルも負傷。サウジアラビアに搬送され、8月6日にサーレハと同時に退院。8月23日にムジャッワルのみ帰国を果たした。11月23日にサーレハが大統領権限をアブド・ラッボ・マンスール・ハーディー副大統領らに委譲し、同時に野党との挙国一致政権を樹立することで合意したことを受け、12月10日に首相を退任することが決まった。